# Charadrahyla altipotens
Espèce
Synonymes
- Hyla altipotens Duellman, 1968

Statut de conservation UICN

 EN  : En danger
Charadrahyla altipotens est une espèce d'amphibien de la famille des Hylidae.

## Répartition
Cette espèce est endémique de l'état d'Oaxaca au Mexique. Elle se rencontresur le versant Pacifique de la Sierra Madre del Sur,.

## Publication originale
- Duellman, 1968 : Description of New Hylid Frogs From Mexico and Central America. University of Kansas publications, Museum of Natural History, vol. 17, no 13, p. 559-578 (texte intégral).